# Бремертон (Вашингтон)
Бремертон (енгл. Bremerton) град је у америчкој савезној држави Вашингтон. По попису становништва из 2010. у њему је живело 37.729 становника.

## Демографија
Према попису становништва из 2010. у граду је живело 37.729 становника, што је 470 (1,3%) становника више него 2000. године.
| Група             | 2000.          | 2010.          |
| Белци             | 26.950 (72,3%) | 26.236 (69,5%) |
| Афроамериканци    | 2.793 (7,5%)   | 2.514 (6,7%)   |
| Азијати           | 2.061 (5,5%)   | 2.087 (5,5%)   |
| Хиспаноамериканци | 2.457 (6,6%)   | 3.612 (9,6%)   |
| Укупно            | 37.259         | 37.729         |